# Boussy
Boussy (Savoyaards: Bœci) is een gemeente in het Franse departement Haute-Savoie (regio Auvergne-Rhône-Alpes) en telt 344 inwoners (1999). De plaats maakt deel uit van het arrondissement Annecy.

## Geografie
De oppervlakte van Boussy bedraagt 5,2 km², de bevolkingsdichtheid is 66,2 inwoners per km².
De onderstaande kaart toont de ligging van Boussy met de belangrijkste infrastructuur en aangrenzende gemeenten.

## Demografie
Onderstaande figuur toont het verloop van het inwonertal (bron: INSEE-tellingen).